# 된소리
된소리란 한국어 자음의 분류 중 하나이다. ㄲ, ㄸ, ㅃ, ㅆ, ㅉ를 말한다. 예사소리 ㄱ, ㄷ, ㅂ, ㅈ, ㅅ와 거센소리 ㅋ, ㅌ, ㅍ, ㅊ와 함께 3개씩 짝을 이룬다. 단, ㅆ은 거센소리에 해당하는 소리가 없다.

## 된소리되기
예사소리가 된소리로 발음되는 현상을 된소리되기라고 한다. 된소리되기는 다음과 같은 상황에서 일어난다.
- 음절 끝 ㄱ, ㄷ, ㅂ 뒤에 ㄱ, ㄷ, ㅂ, ㅅ, ㅈ이 올 때
- 용언의 어간 받침 ㄴ, ㅁ 뒤에 ㄱ, ㄷ, ㅅ, ㅈ으로 시작하는 어미가 올 때
- 한자어에서 ㄹ 받침 뒤에 연결되는 ㄷ, ㅅ, ㅈ

### 된소리되기의 예시
- 입가 [입까]
- 된장국 [된장꾹]-->사잇소리
- 독도 [독또]
- 막골층 [막꼴층]
- 출두 [출뚜]
- 등불 [등뿔]-->사잇소리
- 봄바람 [봄빠람]
- 입술 [입쑬]
- 국수 [국쑤]
- 입지 [입찌]
- 협조 [협쪼]

## 외래어 표기법에서의 된소리
외래어 표기법에서는 "파열음 표기에서는 된소리를 쓰지 않는 것을 원칙으로 한다"라고 서술되어 있다. 그러나 사람들은 영어에서 온 외래어는 격음 (ㅋ, ㅌ, ㅍ, ㅊ)으로 적으면서 프랑스어에서 온 외래어는 경음으로 적는 경향이 있다.

## 같이 보기
- 경음과 연음 (fortis and lenis)
- 거센소리
- 예사소리